# Балластный Карьер (Смоленская область)
Балластный Карьер — деревня в Смоленском районе Смоленской области России. Входит в состав Пригорского сельского поселения. Население — 1 житель (2010 год).
Расположена в западной части области в 8 км к юго-востоку от Смоленска, в 1 км восточнее автодороги А141 Орёл — Витебск. В 4 км северо-восточнее деревни расположена железнодорожная станция Тычинино на линии Смоленск — Рославль.

## История
В годы Великой Отечественной войны деревня была оккупирована гитлеровскими войсками в июле 1941 года, освобождена в сентябре 1943 года.